# Giunta regionale del Veneto
La giunta regionale del Veneto ha sede a Venezia, presso Palazzo Balbi.
A capo dell'amministrazione regionale è posta, ai sensi dell'articolo 121 della costituzione della Repubblica Italiana, un organo collegiale, la giunta regionale, composto dagli assessori regionali e guidato dal presidente della regione.

## Ordinamento regionale

### Composizione
L'articolo 53 dello Statuto di Autonomia del Veneto (approvato dal Consiglio Regionale nel 2012), prevede che
1. La Giunta regionale è composta dal Presidente della Giunta e da un numero di membri non superiore a un quinto dei componenti del Consiglio regionale.
2. Nella composizione della Giunta è garantita la presenza di rappresentanti di entrambi i generi.
3. La Giunta regionale esercita collegialmente le sue funzioni. Delibera con l’intervento della maggioranza dei suoi componenti e a maggioranza dei presenti.
4. Il Presidente della Giunta può attribuire, per affari determinati, incarichi temporanei a singoli membri della Giunta e può altresì affidare a uno o più componenti della Giunta compiti permanenti di istruzione per gruppi di materie affini.
5. Le sedute della Giunta regionale non sono pubbliche, salva diversa decisione della Giunta stessa.

#### Incompatibilità
Non è prevista incompatibilità tra la carica di consigliere e quella di assessore. Tuttavia, lo statuto del 1971 stabilisce l'incompatibilità di presidente e assessori nel caso fossero amministratori di un altro ente pubblico economico o di interesse pubblico, che operi nella Regione. Inoltre, "non possono contemporaneamente far parte della giunta regionale ascendenti e discendenti, fratelli, coniugi, affini di primo grado, adottante e adottato".

### Competenze
L'art. 54 dello statuto del Veneto stabilisce che la giunta, organo esecutivo della Regione, esercita funzioni di promozione, di iniziativa e attuazione in conformità con gli indirizzi politici e amministrativi determinati dal Consiglio.
In particolare, la giunta:
1. definisce e realizza gli obiettivi di governo e di amministrazione.
2. delibera:
  1. i regolamenti, nei limiti e nelle forme previste dalle leggi regionali;
  2. i progetti di legge, di regolamento e le proposte di provvedimento da presentare al Consiglio regionale
  3. l’impugnazione di leggi e la promozione dei conflitti di attribuzione avanti la Corte costituzionale, anche su iniziativa del Consiglio regionale e del Consiglio delle autonomie locali, dandone comunicazione al Consiglio nella prima seduta utile;
  4. le nomine e le designazioni che la legge le attribuisce, dandone immediata comunicazione al Consiglio regionale;
  5. ogni altro atto ad essa attribuito dallo Statuto e dalle leggi regionali.

La legge regionale attribuisce al Presidente e ai componenti della Giunta regionale una indennità di carica.

## Composizione

### VI legislatura (1995-2000)
| Nome            | Partito            | Carica                     |
| --------------- | ------------------ | -------------------------- |
| Giancarlo Galan | Forza Italia       | Presidente                 |
| Bruno Cannella  | Alleanza Nazionale | Vicepresidente e Assessore |

### VII legislatura (2000-2005)
| Nome            | Partito      | Carica                                 |
| --------------- | ------------ | -------------------------------------- |
| Giancarlo Galan | Forza Italia | Presidente                             |
| Fabio Gava      | Forza Italia | Vicepresidente e Assessore al Bilancio |

### VIII legislatura (2005-2010)
| Nome                                 | Partito                                    | Carica                                                  | Deleghe/Competenze                     |
| ------------------------------------ | ------------------------------------------ | ------------------------------------------------------- | -------------------------------------- |
| Giancarlo Galan                      | Forza Italia/Il Popolo della Libertà       | Presidente                                              | ?                                      |
| Luca Zaia (fino al 5 giugno 2008)    | Lega Nord                                  | Vicepresidente e Assessore all'agricoltura e al turismo | Sviluppo montano e all'identità veneta |
| Franco Manzato (dal 6 giugno 2008)   | Lega Nord                                  | Vicepresidente e Assessore all'agricoltura e al turismo | ?                                      |
| Flavio Tosi (fino al 26 giugno 2007) | Lega Nord                                  | Assessore alla Sanità                                   | ?                                      |
| Fabio Gava (fino al 24 giugno 2008)  | Forza Italia/Il Popolo della Libertà       | Assessore al Bilancio                                   | ?                                      |
| Elena Donazzan                       | Alleanza Nazionale/Il Popolo della Libertà | Assessore all'Istruzione e alla Formazione              | ?                                      |

### IX legislatura (2010-2015)
| Nome           | Partito                                    | Carica                                                    | Deleghe/Competenze |
| -------------- | ------------------------------------------ | --------------------------------------------------------- | --- |
| Luca Zaia      | Lega Nord                                  | Presidente                                                | ? |
| Marino Zorzato | Il Popolo della Libertà/Nuovo Centrodestra | Vicepresidente e Assessore                                | Pianificazione territoriale e urbanistica, beni ambientali, culturali, e tutela del paesaggio, cultura, spettacolo e sport, programmazione (FAS), risorse umane, affari generali, demanio e patrimonio, sistema informatico ed e-government |
| Franco Manzato | Lega Nord                                  | Assessore all'agricoltura, ai parchi e alle aree protette | ? |
| Luca Coletto   | Lega Nord                                  | Assessore alle politiche sanitarie                        | ? |
| Elena Donazzan | Il Popolo della Libertà/Forza Italia       | Assessore all'Istruzione e alla Formazione                | ? |

### X legislatura (2015-2020)
La giunta regionale della X legislatura è così composta:
| Nome                                       | Partito           | Carica | Deleghe/Competenze |
| ------------------------------------------ | ----------------- | --- | --- |
| Luca Zaia                                  | Lega Nord/Lega    | Presidente | Comunicazione e informazione, attuazione del federalismo e autonomia, referendum consultivi previsti da leggi regionali, relazioni internazionali e cooperazione allo sviluppo, cooperazione transfrontaliera e transnazionale, funzioni di controllo e ispettorato, competenze istituzionali (Stato-Regione), conferenze istituzionali, rapporti con Parlamento nazionale ed europeo, attrazione degli investimenti, grandi Eventi. Nella veste di presidente della Regione ha la funzione di rappresentare sia giuridicamente che politicamente l'ente nel suo complesso. |
| Gianluca Forcolin (fino al 13 agosto 2020) | Lega Nord/Lega    | Vicepresidente e Assessore al Bilancio e patrimonio, Affari generali, Enti locali | Bilancio e controllo finanziario, finanze e tributi, rapporti con il credito, partecipazioni societarie, risorse umane, affari generali, demanio e patrimonio, sistema informatico ed e-govemment, semplificazione amministrativa, trasparenza, anticorruzione, affari legali e contenzioso, rapporti con gli enti locali, riordino funzioni di competenza regionale, funzioni metropolitane. Nella veste di vice presidente della Regione svolge le funzioni vicarie in caso di assenza o impedimento del presidente.                                                      |
| Gianpaolo Bottacin                         | Lega Nord/Lega    | Assessore all'Ambiente, Protezione Civile e Legge Speciale per Venezia | Programmazione per la salvaguardia ambientale, tutela del suolo e dell'aria, ciclo integrato dell'acqua, difesa del suolo, bonifica e foreste, cave, acque minerali e termali, riconversione polo industriale di Marghera, Legge speciale per Venezia, protezione civile e antincendio boschivo, specificità provincia di Belluno. |
| Federico Caner                             | Lega Nord/Lega    | Assessore all'attuazione del programma rapporti con consiglio regionale, programmazione fondi UE, turismo, commercio estero | Attuazione programma di governo, rapporti con consiglio regionale, programmazione (FAS e FSC), programmi FERS, turismo, trasporti a fune, commercio estero e internazionalizzazione, economia e sviluppo montano, attività promozionali. |
| Cristiano Corazzari                        | Lega Nord/Lega    | Assessore al territorio, cultura e sicurezza | Pianificazione territoriale e urbanistica, beni ambientali, culturali e tutela del paesaggio, parchi e aree protette, polizia Locale – Sicurezza, cultura, spettacolo e sport, edilizia sportiva, identità veneta. |
| Elisa De Berti                             | Lega Nord/Lega    | Assessore ai lavori pubblici, infrastrutture e trasporti | Lavori pubblici, edilizia residenziale pubblica, patti territoriali (IPA), infrastrutture, programmazione dei trasporti, trasporto pubblico locale, navigazione interna e portuale. |
| Luca Coletto (fino al 2018)                | Lega Nord/Lega    | Assessore alla Sanità e programmazione socio-sanitaria | Programmazione sanitaria e socio sanitaria, tutela della salute, programmazione edilizia a finalità collettive, igiene pubblica, attuazione art. 20, legge n. 67/1988, sicurezza alimentare, servizi veterinari, non autosufficienza |
| Manuela Lanzarin                           | Lega Nord/Lega    | Assessore alla Sanità e programmazione socio-sanitaria | Programmazione sanitaria e socio sanitaria, tutela della salute, programmazione edilizia a finalità collettive, igiene pubblica, attuazione art. 20, legge n. 67/1988, sicurezza alimentare, servizi veterinari, non autosufficienza |
| Assessore ai servizi sociali               | Lega Nord/Lega    | Programmazione e servizi sociali, interventi a favore dei minori, dei giovani, degli anziani e portatori di handicap, settore del no profit e del volontariato, rapporti con Istituzioni di assistenza, flussi migratori, diritti umani, edilizia di culto. | |
| Roberto Marcato                            | Lega Nord/Lega    | Assessore allo sviluppo economico ed energia | Artigianato, commercio, piccole e medie imprese, industria – fiere e mercati, distretti, ricerca e innovazione, imprenditoria giovanile e femminile, energia in tutte le filiere, tutela consumatore. |
| Giuseppe Pan                               | Lega Nord/Lega    | Assessore all'agricoltura, caccia e pesca | Politiche dell'agricoltura e zootecnia, piano di sviluppo rurale (FEOGA), programma comunitario LEADER, pesca e acquacoltura, fitosanitario, produzioni ambientali e vegetali, caccia. |
| Elena Donazzan                             | Fratelli d’Italia | Assessore all'istruzione, alla formazione, al lavoro e pari opportunità | Politiche dell'istruzione, diritto allo studio, scuole paritarie, edilizia scolastica, programmazione della formazione professionale, programmi comunitari FSE, politiche per il lavoro, pari opportunità. |

### XI legislatura (2020-)
La giunta regionale della XI Legislatura, nominata dal presidente Zaia il 17 ottobre 2020, è così composta:
| Nome                                     | Partito           | Carica | Deleghe/Competenze |
| ---------------------------------------- | ----------------- | --- | --- |
| Luca Zaia                                | Lega              | Presidente | Comunicazione e informazione, Attuazione autonomia regionale differenziata, federalismo, referendum consultivi previsti da leggi regionali, Relazioni internazionali e cooperazione allo sviluppo, Cooperazione transfrontaliera e transnazionale, Funzioni di controllo e Ispettorato, Competenze istituzionali (Stato-Regione) – Conferenze istituzionali, Rapporti con Parlamento nazionale ed Europeo, Attrazione degli investimenti, Giochi Olimpici e Paralimpici invernali 2026 ed altri Grandi eventi, Statistica. Nella veste di presidente della Regione ha la funzione di rappresentare sia giuridicamente che politicamente l'ente nel suo complesso. |
| Elisa De Berti                           | Lega              | Vicepresidente e assessore ai Lavori Pubblici, Infrastrutture, Navigazione e Trasporti                            | Affari legali e contenzioso, Lavori pubblici, Sviluppo locale/IPA, Infrastrutture, Programmazione dei trasporti, Trasporto pubblico locale, Navigazione interna e portuale, Mobilità sostenibile. Nella veste di vice presidente della Regione svolge le funzioni vicarie in caso di assenza o impedimento del presidente. |
| Gianpaolo Bottacin                       | Lega              | Assessore all'Ambiente, Clima, Protezione Civile e Dissesto idrogeologico                                         | Programmazione per la salvaguardia ambientale, Cambiamenti climatici, Tutela del suolo e dell’aria, Ciclo integrato dell’acqua, Difesa del suolo e mitigazione del rischio idrogeologico, Foreste, Cave, Protezione civile e antincendio boschivo, Specificità provincia di Belluno, Coordinamento piano straordinario alienazioni immobili e partecipazioni. |
| Federico Caner                           | Lega              | Assessore all'Agricoltura, programmazione fondi UE, turismo, commercio estero                                     | Partecipazione alle Conferenze istituzionali in supporto al Presidente, Programmazione (FAS e FSC), Programmi FERS, Programma Italia-Croazia, Turismo, Trasporti a fune, Commercio estero e internazionalizzazione, Economia e sviluppo montano Attività promozionali, Politiche dell’agricoltura e zootecnia, Politica Agricola Comune – PAC, Piano di sviluppo rurale (FEOGA), Programma comunitario LEADER, Fitosanitario, Produzioni ambientali e vegetali, Bonifica |
| Cristiano Corazzari                      | Lega              | Assessore al territorio, cultura, sicurezza, caccia e pesca                                                       | Pianificazione territoriale e urbanistica, Beni ambientali, culturali e tutela del paesaggio, Parchi e aree protette, Caccia, Pesca e acquacoltura, Polizia Locale – Sicurezza, Cultura, spettacolo e sport, Edilizia sportiva, Edilizia di culto, Edilizia residenziale pubblica, Identità veneta, Flussi migratori/Veneti nel mondo, Diritti umani, Minoranze linguistiche. |
| Manuela Lanzarin                         | Lega              | Assessore alla Sanità, Servizi Sociali e Programmazione socio-sanitaria                                           | Programmazione sanitaria e socio sanitaria, Tutela della salute, Igiene pubblica, Programmazione edilizia a finalità collettive, Attuazione art. 20, legge n. 67/1988, Sicurezza alimentare, Servizi veterinari, Programmazione e servizi sociali, Interventi a favore della famiglia, dei minori, dei giovani, degli anziani e portatori di handicap, Non autosufficienza e disabilità, Violenza di genere, Nidi e servizi innovativi, Settore del no profit e del volontariato, Rapporti con Istituzioni di assistenza e riforma del settore. |
| Roberto Marcato                          | Lega              | Assessore allo sviluppo economico ed energia, Legge Speciale per Venezia                                          | Artigianato, Commercio, Acque minerali e termali, Piccole e medie imprese, Industria – Fiere e mercati, Distretti, Ricerca e Innovazione, Imprenditoria giovanile e femminile, Energia per tutte le filiere, Tutela consumatore, Sviluppo banda larga, Riconversione polo industriale di Marghera, Legge speciale per Venezia. |
| Francesco Calzavara                      | Zaia Presidente   | Assessore all' Attuazione del programma, Rapporti con Consiglio regionale, Bilancio e patrimonio, Affari generali | Bilancio e controllo finanziario, Finanze e tributi, Documenti di programmazione regionale, Attuazione programma di governo, Rapporti con Consiglio regionale, Rapporti con il credito, Partecipazioni societarie, Risorse umane, Affari generali, demanio e patrimonio, Sistema informatico, e-government e agenda digitale, Semplificazione amministrativa, trasparenza, anticorruzione, Rapporti con Enti Locali, Riordino funzioni di competenza regionale - Funzioni metropolitane |
| Elena Donazzan (fino al 19 luglio 2024)  | Fratelli d'Italia | Assessore all'istruzione, alla formazione, al lavoro e pari opportunità                                           | Politiche dell’istruzione, Diritto allo studio, Scuole paritarie, Edilizia scolastica, Programmazione della formazione professionale, Programmi comunitari FSE, Politiche per il lavoro, Pari opportunità, Università e ricerca fondamentale con riferimento ai rapporti con le Università venete, gli Istituti di Ricerca nazionali e regionali, Accordi di programma ai sensi del DM MISE 1 aprile 2015. |
| Valeria Mantovan (dal 17 settembre 2024) | Fratelli d'Italia | Assessore all'istruzione, alla formazione, al lavoro e pari opportunità                                           | Politiche dell’istruzione, Diritto allo studio, Scuole paritarie, Edilizia scolastica, Programmazione della formazione professionale, Programmi comunitari FSE, Politiche per il lavoro, Pari opportunità, Università e ricerca fondamentale con riferimento ai rapporti con le Università venete, gli Istituti di Ricerca nazionali e regionali, Accordi di programma ai sensi del DM MISE 1 aprile 2015. |